# Cattolica di Stilo
De Cattolica di Stilo is een Byzantijns kerkje in Stilo, Calabrië, zuidelijk Italië. Het is een nationaal monument.

## Geschiedenis
De Cattolica werd gebouwd in de 10e eeuw, toen Calabrië deel uitmaakte van het Byzantijnse Rijk. De naam komt van het Griekse woord katholiki, dat dient uitgelegd te worden als "universeel, algemeen". Het is een van de belangrijkste voorbeelden van Byzantijnse architectuur in Zuid-Italië, dit samen met de San Marcokerk in Rossano, eveneens in Calabrië.

## Architectuur
De plattegrond van de Cattolica is een vierkant van zes bij zes meter groot. Het gebouw wordt door vier kolommen verdeeld in negen delen. De dakstructuur heeft vijf koepels. De centrale koepel is iets groter en hoger dan de vier andere koepels die elk een tamboer met dezelfde diameter hebben. De kerk heeft drie apsissen rechts van de ingang gelegen. Het bakstenen gebouw is tegen de rotsen aan gebouwd.
De binnenkant van de Cattolica was vroeger geheel gedecoreerd met fresco’s. Delen van deze fresco's zijn bewaard gebleven, onder meer een voorstelling van Johannes de Doper in de rechter apsis. De klok in de linker apsis is gebouwd in 1577, toen de kerk in gebruik werd genomen voor de Latijnse ritus.